# Ogbomoso
Obomossô (em iorubá: Ògbómọ̀sọ́) é uma cidade do estado de Oió, sudoeste da Nigéria, na Rodovia A1. Foi fundada em meados do século XVII. A população era de aproximadamente 645,000 no censo de 2006. A maioria das pessoas são membros dos iorubás. Inhame, mandioca, milho e tabaco são alguns dos produtos agrícolas notáveis da região.

## História
Um missionário, no início descreveu a cidade: "Obomossô em 1891 era uma cidade murada, cujos portões eram acompanhados de perto durante o dia e fechados de forma segura durante a noite. Havia pouca ou nenhuma comunicação entre eles e Oió e Ilorim que eram apenas trinta milhas ao norte e ao sul. A vila, pitoresca e bem regada foi isolada do resto das cidades iorubás. As relações políticas foram mantidas com os Ibadans, pois o país dependia de sua segurança sobre os guerreiros de Obomossô e Iquirum ... A força de Obomossô estava na parede e no fosso que cercava a vila, e os guerreiros fizeram pleno uso disso..."
Obomossô, devido à sua localização estratégica, cresceu rapidamente de um status de aldeia para uma cidade de tamanho médio. Seu povo também era guerreiro de renome e durante as jiades fulas do século XIX, muitas cidades e aldeias, cerca de 147, estavam desertas enquanto o povo se refugiava em Obomossô. O influxo de pessoas aumentou ainda mais o tamanho e a força da cidade.

## Educação
Bowen University Teaching Hospital Ogbomoso-BUTH Um Hospital de Ensino Cristão de primeira classe marcado pela excelência e piedade pela formação de médicos e outros profissionais médicos. Originalmente, estabelecido em março de 1907 como um centro médico missionário e ao longo dos anos se desenvolvendo no Centro Médico Batista e depois transformado em um Hospital de Ensino em 2009. BUTH agora possui mais de 250 (capacidade de leito), mais de 420 funcionários e estudantes, facilidade multidisciplinar, medicina familiar, programa de residência, cursos de enfermagem e obstetrícia, 50 mil pacientes ambulatoriais e 10 000 pacientes internados, programa de treinamento totalmente credenciado.